# Wolfgang Hacker (Theologe)

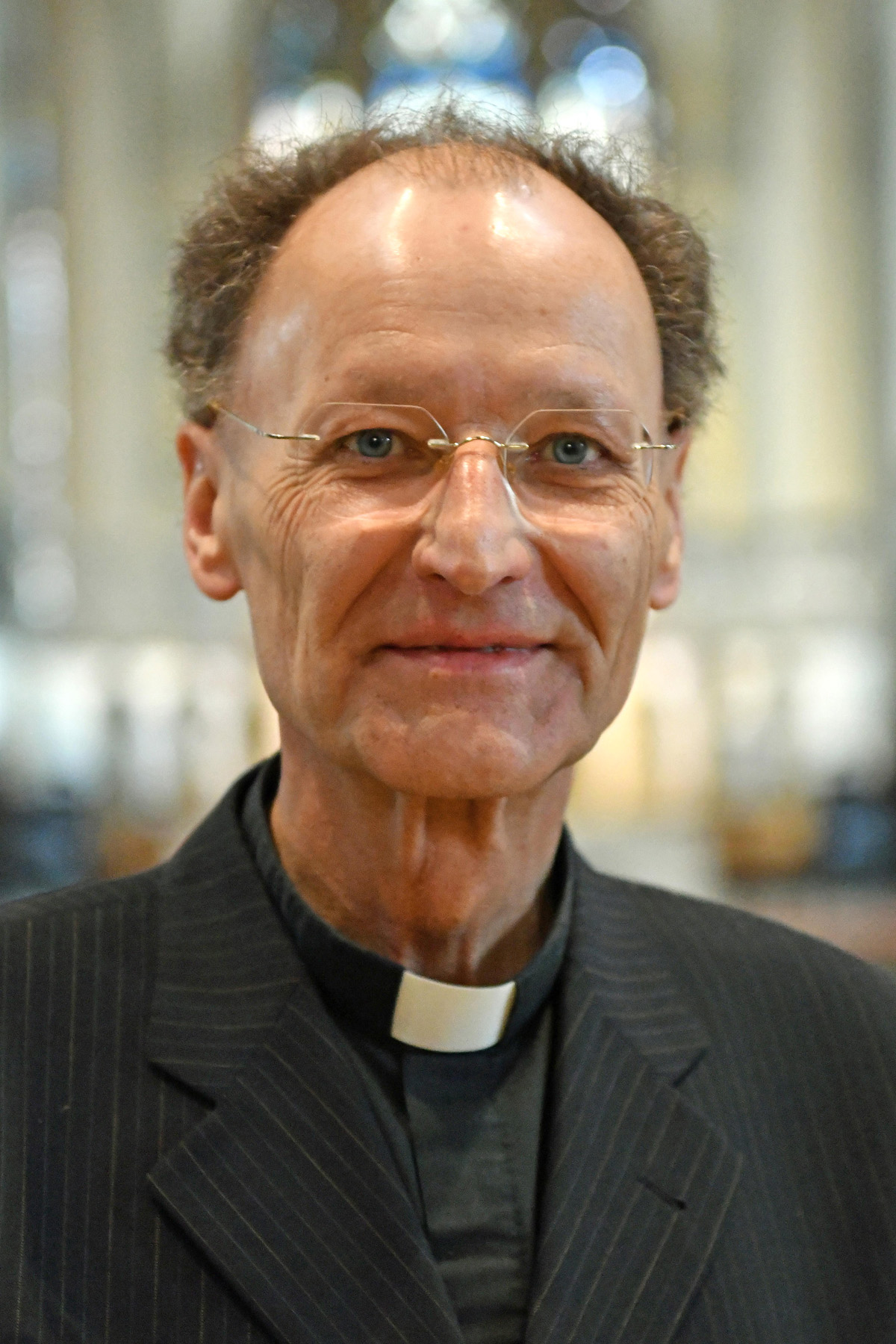
Domdekan Wolfgang Hacker (Juni 2020)

Wolfgang Hacker (* 29. Januar 1962 in Augsburg) ist ein deutscher römisch-katholischer Theologe, Domdekan und seit 1. Juli 2021 Generalvikar im Bistum Augsburg.

## Leben
Nach seiner Priesterweihe am 28. Juni 1987 war Wolfgang Hacker zunächst als Kaplan in Neu-Ulm und Schongau tätig, bevor er 1991 zum Pfarradministrator in Deuringen ernannt wurde. 1993 promovierte er im Fach Fundamentaltheologie an der Universität Augsburg mit einer Arbeit über ontologische Fragen im Werk Martin Heideggers und Karl Rahners. 2000 wurde er von Bischof Viktor Josef Dammertz zum Domvikar ernannt und bekam zusätzlich zu seinen Aufgaben als Pfarradministrator die Leitung der Ausbildung ausländischer Priester in der Diözese übertragen. Am 1. Oktober 2002 wurde er in das Augsburger Domkapitel aufgenommen und zum Leiter des Referats für Glaubenslehre und Hochschule ernannt.
2003 beendete er seinen Dienst in Deuringen und wurde Leiter der Studenten- und Hochschulseelsorge im Bistum. 2005 übernahm er zudem die Leitung des Referats für Kirchliche Verbände und Initiativen von Gläubigen (seit 2011 „Abteilung Verbände und Initiativen von Gläubigen“). 2006 bekam er von Papst Benedikt XVI. den Titel eines päpstlichen Ehrenkaplans verliehen. Von 2012 an war er zudem Landvolkseelsorger und Direktor der Katholischen Landvolkshochschule Wies.
Am 9. Juni 2020 wurde Wolfgang Hacker zum Dekan des Domkapitels gewählt, nachdem sein Vorgänger Bertram Meier nach seiner Bischofsernennung und -weihe aus dem Gremium ausgeschieden war. Am 31. März 2021 gab Bischof Meier bekannt, dass er Hacker am 1. Juli desselben Jahres zu seinem Generalvikar bestimmen würde. Bis zu seinem Amtsantritt amtierte Hacker als Stellvertreter von Generalvikar Harald Heinrich.

## Schriften
- Geheimnisvolle Existenz. Ein Beitrag zur Interpretation des Gesamtwerkes von M. Heidegger und K. Rahner. Dissertation, Augsburg 1993.